# Пистуоли (Кјети)
Пистуоли (итал. Pistuoli) је насеље у Италији у округу Кјети, региону Абруцо.
Према процени из 2011. у насељу је живело 57 становника. Насеље се налази на надморској висини од 245 м.